# Club Deportivo Rincón (España)
Club Deportivo Rincón es un equipo de fútbol español localizado en Rincón de la Victoria, Málaga. Fundado en 1964, actualmente milita en la División de Honor – Grupo 2. Disputa los partidos como local en el Estadio Francisco Romero, con una capacidad de 3000 espectadores.

## Historia
El Rincón jugó en la década de 1970 en la Segunda Regional, que inicialmente fue la sexta y, a partir de 1977, la séptima división del fútbol español. En 1980 y 1981, el club ascendió dos veces consecutivas, lo que le permitió jugar en la Regional Preferente en la temporada 1981/82. Su estancia allí se limitó a una temporada, pero en 1983 el club regresó a la quinta división tras un año de ausencia.
El vaivén entre la quinta y la sexta división duró un par de décadas. En 2004, el Rincón descendió de la Primera Regional, tras lo cual jugó dos temporadas en la séptima división. A partir de entonces, comenzó su ascenso: de 2006 a 2010, el club jugó en la Regional Preferente y de 2010 a 2015 en la Primera Andaluza. En 2015, el club se proclamó campeón de la Primera Andaluza, lo que le valió el ascenso a Tercera División.
En su primera temporada en la Tercera División, el club terminó decimotercero. En la temporada 2016/17, el club terminó en un impresionante séptimo puesto. Tras otro decimotercer puesto en la temporada 2017/18, el club terminó en puestos de descenso en la temporada 2018/19, lo que significó que el club descendió de nuevo a la quinta división después de cuatro temporadas. Tras la reforma de la liga española en 2021, esta se convirtió en la sexta división.
En 2023, Rincón se proclamó campeón de la División de Honor Andaluza, por lo que el club jugo la Tercera División en la temporada 2023-24.

## Temporadas
| Temporada | Categoría | División   | Posición | Copa del Rey |
| --------- | --------- | ---------- | -------- | ------------ |
| 1971–72   | 6         | 2ª Reg.    | 9.°      |              |
| 1972–73   | 6         | 2ª Reg.    | —        |              |
| 1973–74   | 6         | 2ª Reg.    | —        |              |
| 1974–75   | 6         | 2ª Reg.    | —        |              |
| 1975–76   | 6         | 2ª Reg.    | 11.°     |              |
| 1976–77   | 6         | 2ª Reg.    | 1.°      |              |
| 1977–78   | 7         | 2ª Reg.    | 8.°      |              |
| 1978–79   | 7         | 2ª Reg.    | 9.°      |              |
| 1979–80   | 7         | 2.ª Reg.   | 5.°      |              |
| 1980–81   | 6         | 1ª Reg.    | 11.°     |              |
| 1981–82   | 5         | Reg. Pref. | 13.°     |              |
| 1982–83   | 6         | 1ª Reg.    | 5.°      |              |
| 1983–84   | 5         | Reg. Pref. | 18.°     |              |
| 1984–85   | 5         | Reg. Pref. | 19.°     |              |
| 1985–86   | 6         | 1ª Reg.    | 3.°      |              |
| 1986–87   | 6         | 1ª Reg.    | 4.°      |              |
| 1987–88   | 5         | Reg. Pref. | 15.°     |              |
| 1988–89   | 6         | 1ª Reg.    | 5.°      |              |
| 1989–90   | 6         | 1ª Reg.    | 3.°      |              |
| 1990–91   | 5         | Reg. Pref. | 17.°     |              |
| 1991–92   | 6         | 1ª Reg.    | —        |              |
| 1992–93   | 6         | 1ª Reg.    | —        |              |
| 1993–94   | 6         | 1ª Reg.    | —        |              |
| 1994–95   | 6         | 1ª Reg.    | —        |              |
| 1995–96   | 6         | 1ª Reg.    | —        |              |

| Temporada | Categoría | División   | Posición | Copa del Rey  |
| --------- | --------- | ---------- | -------- | ------------- |
| 1996–97   | 6         | 1ª Reg.    | —        |               |
| 1997–98   | 5         | Reg. Pref. | 18.°     |               |
| 1998–99   | 6         | 1ª Reg.    | 5.°      |               |
| 1999–00   | 6         | 1ª Reg.    | 5.°      |               |
| 2000–01   | 6         | 1ª Reg.    | 15.°     |               |
| 2001–02   | 6         | 1ª Reg.    | —        |               |
| 2002–03   | 6         | 1ª Reg.    | 9.°      |               |
| 2003–04   | 6         | 1.ª Reg.   | 17.°     |               |
| 2004–05   | 7         | 1ª Reg.    | 7.°      |               |
| 2005–06   | 7         | 1.ª Reg.   | 2.°      |               |
| 2006–07   | 6         | Reg. Pref. | 9.°      |               |
| 2007–08   | 6         | Reg. Pref. | 5.°      |               |
| 2008–09   | 6         | Reg. Pref. | 7.°      |               |
| 2009–10   | 6         | Reg. Pref. | 2.°      |               |
| 2010–11   | 5         | 1ª And.    | 13.°     |               |
| 2011–12   | 5         | 1ª And.    | 12.°     |               |
| 2012–13   | 5         | 1ª And.    | 12.°     |               |
| 2013–14   | 5         | 1ª And.    | 5.°      |               |
| 2014–15   | 5         | 1.ª And.   | 1.°      |               |
| 2015–16   | 4         | 3ª         | 13.°     |               |
| 2016–17   | 4         | 3ª         | 7.°      |               |
| 2017–18   | 4         | 3ª         | 13.°     |               |
| 2018–19   | 4         | 3.ª        | 17.°     |               |
| 2019–20   | 5         | Div. Hon.  | 4.°      |               |
| 2020–21   | 5         | Div. Hon.  |          | Primera Ronda |

- 4 temporada en Tercera División